# Rapporto Mitchell
Il rapporto Mitchell (Mitchell Report) è il risultato di una investigazione di 21 mesi eseguita da George J. Mitchell, in cui l'ex senatore statunitense parla dell'uso di steroidi anabolizzanti e di ormoni per lo sviluppo muscolare nella Major League Baseball (MLB), famosa lega di baseball americana. Il resoconto di 409 pagine è stato pubblicato il 13 dicembre 2007. Ben 89 giocatori professionisti della Major League Baseball sono stati citati in questo resoconto. Essi sono stati accusati per uso di steroidi o droghe.
Tra gli 89 giocatori professionisti sotto inchiesta, molti sono attualmente tesserati e sotto contratto.
Mitchell riporta che durante i test nel 2003 dal 5 al 7% dei giocatori è risultato positivo all'esame. Mitchell inoltre riporta che almeno un giocatore in ogni squadra tesserata nella MLB è stato accusato di uso di sostanze vietate. Tra i tanti nomi citati spiccano quelli di Barry Bonds, fresco vincitore del titolo di Fuoricampo, Roger Clemens, Andy Petitte, Miguel Tejada ed Éric Gagné.